# 主事

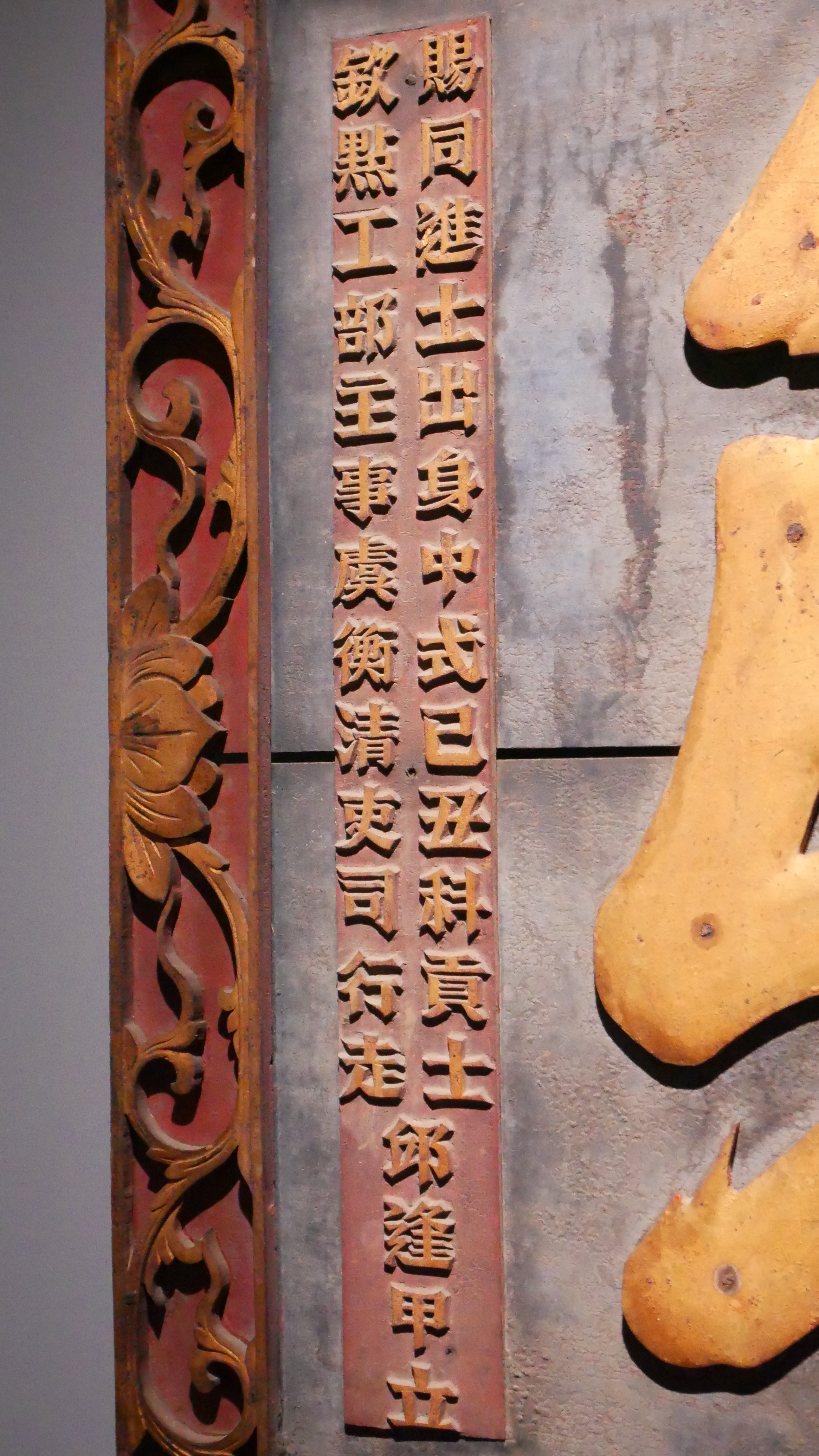
欽點工部主事虞衡清吏司行走丘逢甲「冬官第」橫匾（1889年）

主事，中國古代官職之一，在清朝，此官職配置於六部各司、盛京五部、理藩院、太僕寺、宗人府。

## 主旨內容
主事品等為正六品，上層官員有尚書、侍郎、郎中、員外郎，主要從事文書典籍記載。例如宗人府之主事則為記載皇族成員生死及爵位變動的校注。主事通常為未獲館選之進士或未獲留館之庶吉士授予的官職，掣籤分發各部院實習，稱為學習主事或額外主事上學習行走。
1912年，清朝滅亡後，該官職廢除。